# Herbert Pastille
Herbert Wilhelm Pastille (ur. 27 listopada 1906 w Poznaniu, zm. 1944) – niemiecki urzędnik i polityk, burmistrz Świebodzic (1937–1940) i Świętochłowic (1940–1944)

## Życiorys
Był najstarszym dzieckiem miejskiego powoźnika furmanek Paula Pastille oraz jego żony Anny Handtke. Po I wojnie światowej, cała rodzina przeniosła się z Poznania na Dolny Śląsk.
Od 1929 pracował jako inspektor pracy w starostwie w Świdnicy. Od 1932 roku był członkiem NSDAP. W 1933 został członkiem rady gminy, a rok później, mianowano go powiatowym rewidentem ds. pracy. W 1937 wybrany na urząd burmistrza Świebodzic. 
13 lutego 1940 powołano go na burmistrza górnośląskich Świętochłowic, do których przyjechał jednak dopiero 28 stycznia 1941. Funkcję burmistrza miasta pełnił do 1944, kiedy to został zmobilizowany do wojska. Tego samego roku zginął na froncie wschodnim.